# Lost (série de televisão)
Lost (Perdidos, em Portugal) é  uma série de televisão norte-americana de drama, fantasia e ficção científica que seguiu a vida dos sobreviventes de um acidente aéreo numa misteriosa ilha tropical, após o avião que viajava de Sydney, Austrália para Los Angeles, Estados Unidos cair em algum lugar do Oceano Pacífico.
A série teve um estilo único que seguia dois tipos de histórias não ligadas entre si: primeiro, a luta dos 48 sobreviventes do desastre para sobreviver e viver juntos na ilha, e segundo, a vida das personagens principais, antes do desastre, através de retrospectivas pessoais, os flashbacks, flashforwards e flash-sideways. Lost foi criada por Jeffrey Lieber, J. J. Abrams e Damon Lindelof e foi filmada em Oahu, Havaí. O episódio piloto foi ao ar nos Estados Unidos em 22 de setembro de 2004. Lost foi produzida por ABC Studios, Bad Robot Productions e Grass Skirt Productions e foi exibida pela Rede ABC em seu país de origem. A música incidental foi produzida por Michael Giacchino. Os produtores executivos são J. J. Abrams, Damon Lindelof, Bryan Burk, Carlton Cuse, Jack Bender, Jeff Pinkner, Edward Kitsis, Adam Horowitz e Elizabeth Sarnoff. Por causa de seu vasto elenco e os custos de se filmar no Havaí, a série é uma das mais caras produzidas até hoje.
Sucesso de crítica e público, a série teve uma média de 15,5 milhões de espectadores por episódio durante todo o seu primeiro ano de exibição, garantindo prêmios da indústria audiovisual como o Award Emmy para Melhor Série televisiva na categoria drama em 2005, melhor série norte-americana importada na Academia Britânica de Prêmios Televisivos também em 2005 e o Golden Globe Award para Melhor Série (drama) em 2006.
A série foi logo agregada à cultura pop dos Estados Unidos, por ser um fenômeno que encanta cada vez mais espectadores e mídias externas, como comerciais, revistas em quadrinhos, webcomics, revistas de humor e canções populares. O universo ficcional da série foi explorado também através de novelas e de jogos de realidade alternativa, com o Lost Experience e o Find 815.
Em maio de 2007 foi anunciado que Lost continuaria com a quarta, quinta e sexta temporadas, concluindo com o 121º episódio produzido em maio de 2010. As três últimas temporadas consistiriam-se de apenas 16 episódios, exibidos semanalmente sem interrupções ou reprises. No entanto, devido à greve dos roteiristas dos Estados Unidos, a quarta temporada foi encurtada para 14 episódios, incluindo o episódio final de três horas (exibido em diferentes noites para não colidir com os términos de temporadas de Ugly Betty e Grey's Anatomy). A quarta temporada estreou no dia 31 de janeiro de 2008 nos Estados Unidos e terminou no dia 29 de maio de 2008. Uma outra consequência da greve foi a decisão da ABC de prolongar o final de duas temporadas de Lost, adicionando um décimo sétimo episódio de cada época restante. Lost acabou em sua sexta temporada, contabilizando um total de 121 episódios, com seu último episódio exibido no dia 23 de maio de 2010. A última temporada teve 18 episódios.
Um documentário está sendo preparado para celebrar os 20 anos da série, a ser completados em setembro de 2024. Batizado de Getting Lost, a produção vai usar cerca de 100 horas de imagens inéditas.
Em 6 de junho de 2023, chega às livrarias americanas o livro Burn It Down, que revela bastidores de Lost, expondo o ambiente tóxico e a cultura racista que imperava atrás das câmeras, tendo como alvo Harold Perrineau. Segundo depoimentos de roteiristas e atores da série, havia a preferência nítida de dar destaque aos personagens brancos, tidos como "heróis", deixando de lado, propositadamente, o Michael (vivido por Perrineau). Ele foi demitido após pedir mais espaço na trama.
Em setembro de 2024, é lançado o documentário "Getting Lost", que reuniu grande parte do elenco para celebrar o legado da série. Ainda não disponível no Brasil.

## Produção

### Origem
Lost começou a ser desenvolvida em janeiro de 2004, quando o então diretor do canal ABC, Lloyd Braun encomendou um roteiro inicial, baseado numa ideia que ele afirmava já ter há algum tempo, uma mistura do filme Cast Away e do reality show Survivor. Não satisfeito com o resultado obtido na primeira e segunda tentativas, Braun contratou J. J. Abrams, criador da série cult Alias, para escrever um novo episódio piloto. Apesar de inicialmente hesitante, Abrams entusiasmou-se com o projeto e depois acabou por colaborar com Damon Lindelof, para criar o estilo próprio da série e das suas personagens. A gestação do programa esteve constrita a prazos apertados - pelo fato de ter sido iniciada próximo demais do início da temporada televisiva - no entanto a equipe criativa manteve-se sempre flexível para modificar ou criar personagens que se adequassem ao elenco de atores escolhidos.
O episódio piloto de Lost foi o mais caro da história da televisão, tendo custado entre US$ 10 e 14 milhões. O programa tornou-se um dos maiores sucessos comerciais da televisão em 2004 e, juntamente com a outra série estreante da ABC, Desperate Housewives, ajudou a reverter a má fase do canal televisivo. No entanto, Lloyd Braun foi demitido pelos executivos da Disney, dona da ABC, por ter aprovado um projeto tão caro e arriscado.
Lost ganhou o Emmy Award for Outstanding Drama Séries e J. J. Abrams foi premiado com o Emmy em setembro de 2005 pelo seu trabalho como realizador. Em janeiro de 2006 ganhou o Golden Globe Award para Melhor Drama Televisivo. Em 2005, Lost foi escolhido por vários internautas de todo o mundo, como a melhor série de televisão.
O romance La invención de Morel do escritor argentino Adolfo Bioy Casares influenciou em 
Lost.
Em maio de 2007, o presidente da ABC Entertainment, Stephen McPherson, anunciou que Lost terminará em 2010. "Nós sentíamos que esta era a única maneira de dar a Lost um final criativo e apropriado", disse McPherson. Começando com a temporada de 2008, haverá 48 episódios até o final da série, programados para serem transmitidos em três temporadas: 4ª temporada (14 episódios), 5ª temporada (17 episódios) e 6ª temporada (17 episódios), que será a última. Estas temporadas começaram em 2008 e vão até 2010, com um intervalo de sete meses entre cada. Nos Estados Unidos, as temporadas iniciam-se em janeiro e terminaram em maio de 2010.
O aviso da ABC foi chamado de "sem precedentes" pelos produtores executivos Damon Lindelof e Carlton Cuse. Lindelof e Cuse também disseram que "Lost tem um início, um meio e um fim". O co-criador J. J. Abrams também elogiou a decisão, comentando que "é a opção apropriada para a série e seus telespectadores. Aplaudo a ABC e Touchstone Television pela decisão".

### Episódios e estrutura da série
Cada episódio começa geralmente com um cold open — uma técnica usada em televisão e cinema, que consiste em saltar diretamente para a história, no início ou abertura do programa, antes mesmo da sequência de títulos e créditos ser apresentada — precedidos por uma revisão do que aconteceu nos episódios anteriores dando segmento para a narrativa que se segue.
Numa conjuntura dramática, a tela fica preta e o título do programa ligeiramente desfocado, vai aproximando-se do espectador, ficando cada vez mais nítido ao mesmo tempo que se faz acompanhar por um som discordante e ameaçador (esta abertura é a da transmissão original, em outros países ela pode ser diferente).
Enquanto há uma continuidade geral da história, os eventos na ilha vão sendo intercalados, frequentemente, com histórias paralelas através dos flashbacks (a partir de determinado momento também flashforwards) que expandem a história a determinados personagens de cada episódio. Os flashbacks mostram um pouco da vida de cada personagem antes do acidente, e isso ajuda a desvendar alguns mistérios no desenrolar da história. Os flashforwards mostram o futuro de alguns personagens, quando os mesmos deixarem a ilha. E os flash-sideways, até o último episódio da série, todos achavam que ele mostrava o que aconteceria com os personagens se eles nunca tivessem ido à ilha, mas é revelado que na verdade eles mostram um plano espiritual, em que os personagens criaram para se encontrarem um com o outro após a morte.
Muitos episódios começaram, assim como o primeiro, com alguma pessoa abrindo seu olho. A partir da segunda temporada, há closes não só no começo, como também no meio do episódio. Já o último episódio de Lost, The End, é finalizado com o olho de Jack se fechando, encerrando a série.
Alguns episódios terminam com uma reviravolta inesperada, repleta de suspense e tensão, revelada apenas segundos antes da imagem ser cortada e tudo ficar negro, assim aparecendo novamente o letreiro "Lost", mas agora mais nítido. Outros, os que incluem uma resolução para o enredo, terminam com uma cena final de reflexão que é acompanhado do corte para o letreiro.

### Música
Lost apresenta música incidental composta por Michael Giacchino, cuja trilha sonora é principalmente orquestrada e incorpora vários temas recorrentes para eventos e personagens. A trilha é interpretada pela Hollywood Studio Symphony. No podcast oficial da série, Michael Giacchino revelou que ele conseguiu alguns sons para a trilha utilizando instrumentos incomuns, como pedaços suspensos da fuselagem do avião.
Em 21 de março de 2006, a gravadora Varèse Sarabande lançou a trilha sonora original da 1ª temporada de Lost. O álbum incluía algumas versões completas dos temas mais populares da temporada e a música de abertura, que foi composta pelo criador do programa, J. J. Abrams. A Varèse Sarabande lançou a trilha sonora da segunda temporada em 3 de outubro de 2006.
Canções da cultura popular também são utilizadas ocasionalmente na série, já que a trilha principal é orquestrada. Quando tais canções são executadas, provêm geralmente de uma fonte diegética, ou seja, geralmente são geradas através da ação de uma personagem. Por exemplo, as várias canções executadas no reprodutor de CD portátil de Hurley na primeira temporada ou o uso do reprodutor de vinil — o que inclui "Make Your Own Kind of Music" de Cass Elliot na estreia da segunda temporada e "Downtown" de Petula Clark na estreia da terceira temporada.
Em algumas transmissões internacionais, uma música alternativa é utilizada, como na transmissão japonesa da série, na qual a canção-tema da primeira temporada é "Here I Am" da banda Chemistry e a da segunda temporada é "Losin'" de Yuna Ito.

### Local das filmagens

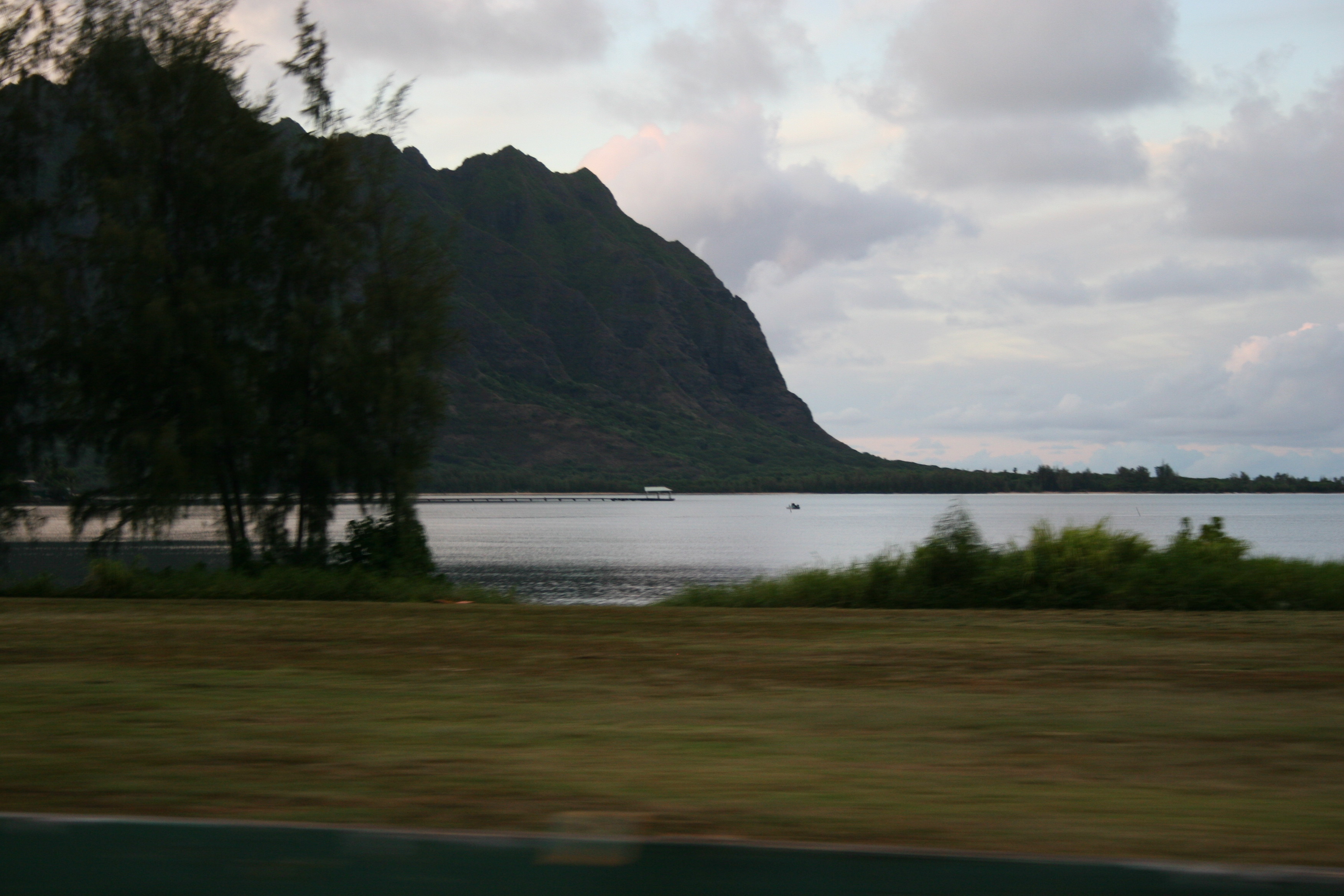
A doca vista em Live Together, Die Alone.

Lost é filmada em película de 35 mm, com câmeras Panavision. Toda filmada na ilha de Oahu, uma das ilhas do Havaí. As cenas originais da ilha que aparecem no episódio piloto foram filmadas na praia, próximo do noroeste da região de Honolulu. As cenas da praia que se seguiram foram tendo lugar em locais isolados na famosa Costa Norte. As cenas da caverna na primeira temporada foram gravadas num cenário montado dentro do antigo edifício de escritórios da Xerox, que foi abandonado em 1999, porque nele sete pessoas foram assassinadas.
Várias áreas urbanas dentro e fora de Honolulu são usadas para representar outros locais à volta do mundo como Los Angeles, Coreia do Sul, Iraque e Austrália. Por exemplo, a cena do aeroporto de Sydney foi na realidade filmada no Centro de Convenções Havaiano, enquanto que um bunker da Segunda Guerra Mundial foi utilizado para representar as instalações da Guarda Republicana Iraquiana.

### Distribuição online
Em adição a tradicional transmissão terrestre e via satélite, Lost tem estado na vanguarda dos novos métodos de distribuição televisiva. Foi uma das primeiras séries disponíveis no catálogo da Apple iTunes Store para reprodução em iPods ou dentro do software iTunes. Desde outubro de 2005, novos episódios, sem comerciais, foram disponibilizados para download no dia seguinte a terem ido ao ar pela ABC, somente para americanos.
Em abril de 2006, a Disney anunciou que Lost estava disponível gratuitamente online no formato streaming, com publicidade, no site do ABC, como parte de uma experiência de dois meses de futuras estratégias de distribuição. O teste, que decorreu entre maio e junho de 2006, provocou uma agitação entre a rede de afiliadas que tinham medo de serem cortadas fora das receitas publicitárias. Os episódios em streaming de Lost direto do site da ABC estava disponíveis apenas para os telespectadores nos Estados Unidos, devido aos acordos internacionais de licenciamento.
O Channel 4 do Reino Unido também permitiu o acesso online à série. Ambas as partes do "piloto" estavam disponíveis para exibição gratuitamente, e outros episódios ao custo de £ 0,99 cada. Os episódios da segunda temporada eram disponibilizados duas semanas após a sua estreia no Channel 4, e expiravam após alguns meses. Devido aos acordos de licença, o serviço só está disponível no Reino Unido. O Channel 4 acertou com a Virgin Media a distribuição por vídeo sob demanda (On Demand), permitindo que os telespectadores assistam a primeira, segunda e terceira temporadas em qualquer momento e em HD. 24 horas por dia de aluguel custa £ 0,99 por episódio. Eles também estão disponíveis na definição Standard como parte de uma assinatura com a TV Choice on Demand Service.
Desde terceiro trimestre de 2006, a rede francesa TF1 tem permitido o acesso on-line a versão em Francês da segunda temporada; os episódios custam € 1,99. Cada episódio é disponibilizado online depois de ter sido transmitido pelo canal.
Desde 6 de agosto de 2007, a Virgin Media disponibilizou toda a primeira temporada para exibição no serviço On Demand, avaliado para todas as subsidiárias da Virgin TV.
Em 29 de agosto de 2007, Lost tornou-se disponível para download na iTunes Stores no Reino Unido. Ao contrário do Channel 4, os episódios baixados não expiram.
Em 21 de setembro de 2007, a ABC anunciou que Lost estava agora disponível para download no serviço AOL Video juntamente com outros programas da rede.
Desde dezembro de 2007, a Virgin Media disponibilizou toda a segunda temporada para exibição no serviço On Demand, avaliado para todas as subsidiárias da Virgin TV.
A partir de janeiro de 2008, os episódios das 3 temporadas estão disponíveis em HD por Streaming Video no site da ABC. Todos os episódios também estão disponíveis para download no serviço Xbox Live da Microsoft em ambos os formatos, padrão e HD.
Desde janeiro de 2008, as cinco primeiras temporadas estão sendo divulgadas no site do portal e a 6ª temporada está sendo exibida semanalmente, com atraso de uma semana em relação à TV americana. Os episódios ficam disponíveis por apenas uma semana. A visualização é feita online, e pode-se optar por dublado ou legendado.

## Elenco e personagens
| Ator                     | Personagem               | Temporadas     | Temporadas     | Temporadas     | Temporadas     | Temporadas     | Temporadas     |
| Ator                     | Personagem               | 1ª             | 2ª             | 3ª             | 4ª             | 5ª             | 6ª             |
| Elenco Regular           | Elenco Regular           | Elenco Regular | Elenco Regular | Elenco Regular | Elenco Regular | Elenco Regular | Elenco Regular |
| ------------------------ | ------------------------ | -------------- | -------------- | -------------- | -------------- | -------------- | -------------- |
| Matthew Fox              | Jack Shephard            | Regular        | Regular        | Regular        | Regular        | Regular        | Regular        |
| Evangeline Lilly         | Katherine "Kate" Austen  | Regular        | Regular        | Regular        | Regular        | Regular        | Regular        |
| Terry O'Quinn            | John Locke               | Regular        | Regular        | Regular        | Regular        | Regular        | Regular        |
| Emilie de Ravin          | Claire Littleton         | Regular        | Regular        | Regular        | Regular        |                | Regular        |
| Josh Holloway            | James "Sawyer" Ford      | Regular        | Regular        | Regular        | Regular        | Regular        | Regular        |
| Jorge Garcia             | Hugo "Hurley" Reyes      | Regular        | Regular        | Regular        | Regular        | Regular        | Regular        |
| Naveen Andrews           | Sayid Jarrah             | Regular        | Regular        | Regular        | Regular        | Regular        | Regular        |
| Daniel Dae Kim           | Jin-Soo Kwon             | Regular        | Regular        | Regular        | Regular        | Regular        | Regular        |
| Yunjin Kim               | Sun-Hwa Kwon             | Regular        | Regular        | Regular        | Regular        | Regular        | Regular        |
| Dominic Monaghan         | Charlie Pace             | Regular        | Regular        | Regular        | Convidado      |                | Convidado      |
| Harold Perrineau         | Michael Dawson           | Regular        | Regular        |                | Regular        |                | Convidado      |
| Malcolm David Kelley     | Walt Lloyd               | Regular        | Regular        | Convidado      | Convidado      | Convidado      |                |
| Maggie Grace             | Shannon Rutherford       | Regular        | Regular        | Participação   |                |                | Convidada      |
| Ian Somerhalder          | Boone Carlyle            | Regular        | Convidado      | Convidado      |                |                | Convidado      |
| Michelle Rodriguez       | Ana-Lucia Cortez         | Participação   | Regular        |                |                | Convidada      | Convidada      |
| Adewale Akinnuoye-Agbaje | Mr. Eko                  |                | Regular        | Regular        |                |                |                |
| Cynthia Watros           | Elizabeth "Libby" Smith  |                | Regular        |                | Participação   |                | Convidada      |
| Henry Ian Cusick         | Desmond David Hume       |                | Recorrente     | Regular        | Regular        | Regular        | Regular        |
| Michael Emerson          | Benjamin "Ben" Linus     |                | Recorrente     | Regular        | Regular        | Regular        | Regular        |
| Elizabeth Mitchell       | Juliet Burke             |                |                | Regular        | Regular        | Regular        | Convidada      |
| Kiele Sanchez            | Nicole "Nikki" Fernandez |                |                | Regular        |                |                |                |
| Rodrigo Santoro          | Paulo                    |                |                | Regular        |                |                |                |
| Nestor Carbonell         | Richard Alpert           |                |                | Recorrente     | Recorrente     | Recorrente     | Regular        |
| Ken Leung                | Miles Straume            |                |                |                | Regular        | Regular        | Regular        |
| Jeremy Davies            | Daniel Faraday           |                |                |                | Regular        | Regular        | Convidado      |
| Rebecca Mader            | Charlotte Staples Lewis  |                |                |                | Regular        | Regular        | Convidada      |
| Jeff Fahey               | Frank Lapidus            |                |                |                | Recorrente     | Recorrente     | Regular        |
| Zuleikha Robinson        | Ilana Verdansky          |                |                |                |                | Recorrente     | Regular        |
| Elenco Recorrente        |                          |                |                |                |                |                |                |
| Madison                  | Vincent                  | Recorrente     | Recorrente     | Recorrente     | Recorrente     | Recorrente     | Recorrente     |
| L. Scott Caldwell        | Rose Henderson           | Recorrente     | Recorrente     | Recorrente     | Recorrente     | Recorrente     | Recorrente     |
| William Blanchette       | Aaron Littleton          | Recorrente     | Recorrente     | Recorrente     | Recorrente     | Recorrente     |                |
| Mira Furlan              | Danielle Rousseau        | Recorrente     | Recorrente     | Recorrente     | Recorrente     | Participação   | Participação   |
| William Mapother         | Ethan Rom                | Recorrente     | Recorrente     | Recorrente     |                | Recorrente     | Recorrente     |
| Fredric Lehne            | Edward Mars              | Recorrente     | Recorrente     | Recorrente     |                |                |                |
| Sam Anderson             | Bernard Nadler           | Participação   | Recorrente     | Recorrente     | Recorrente     | Recorrente     | Convidado      |
| Alan Dale                | Charles Widmore          |                | Recorrente     | Recorrente     | Recorrente     | Recorrente     | Recorrente     |
| Tania Raymonde           | Alex Linus               |                | Recorrente     | Recorrente     | Recorrente     | Recorrente     | Recorrente     |
| Marsha Thomason          | Naomi Dorrit             |                |                | Recorrente     | Recorrente     | Recorrente     |                |
| Kevin Durand             | Martin Keamy             |                |                |                | Recorrente     | Recorrente     | Recorrente     |
| Brad William Henke       | Bram                     |                |                |                |                | Recorrente     | Recorrente     |
| Mark Pellegrino          | Jacob                    |                |                |                |                | Recorrente     | Recorrente     |
| Titus Welliver           | Samuel                   |                |                |                |                | Recorrente     | Recorrente     |

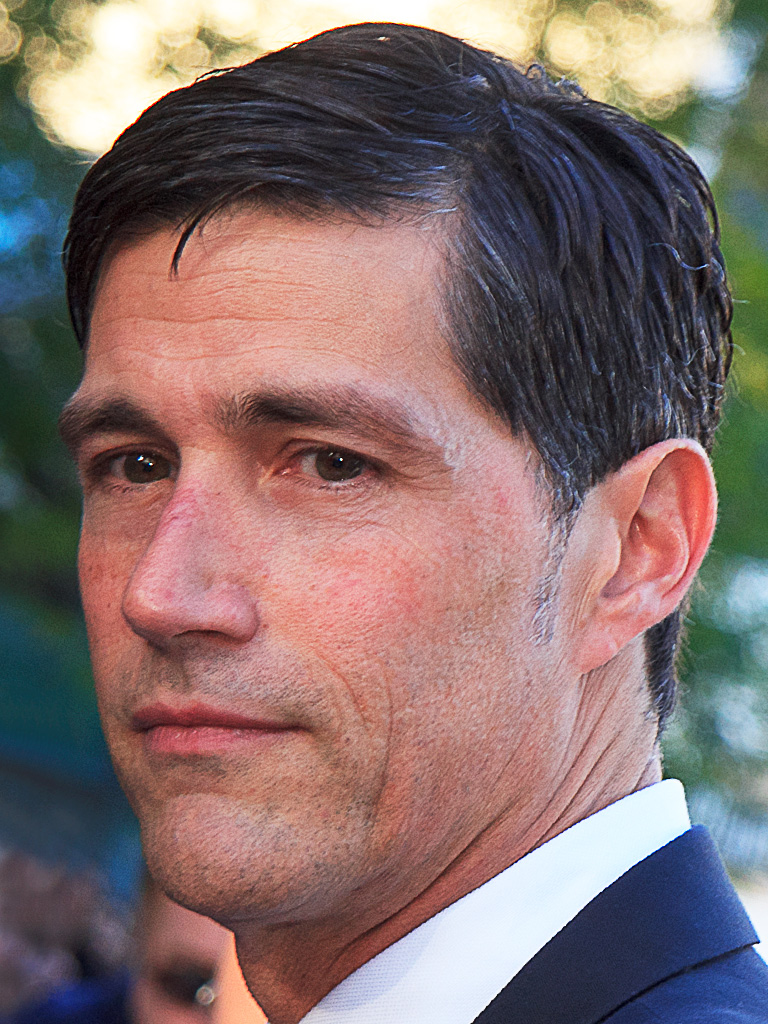
Matthew Fox interpreta Jack Shepard
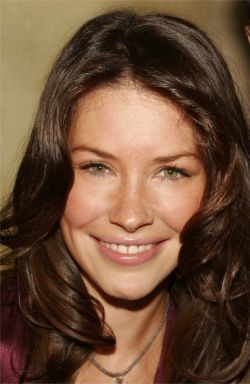
Evangeline Lilly interpreta Kate Austen
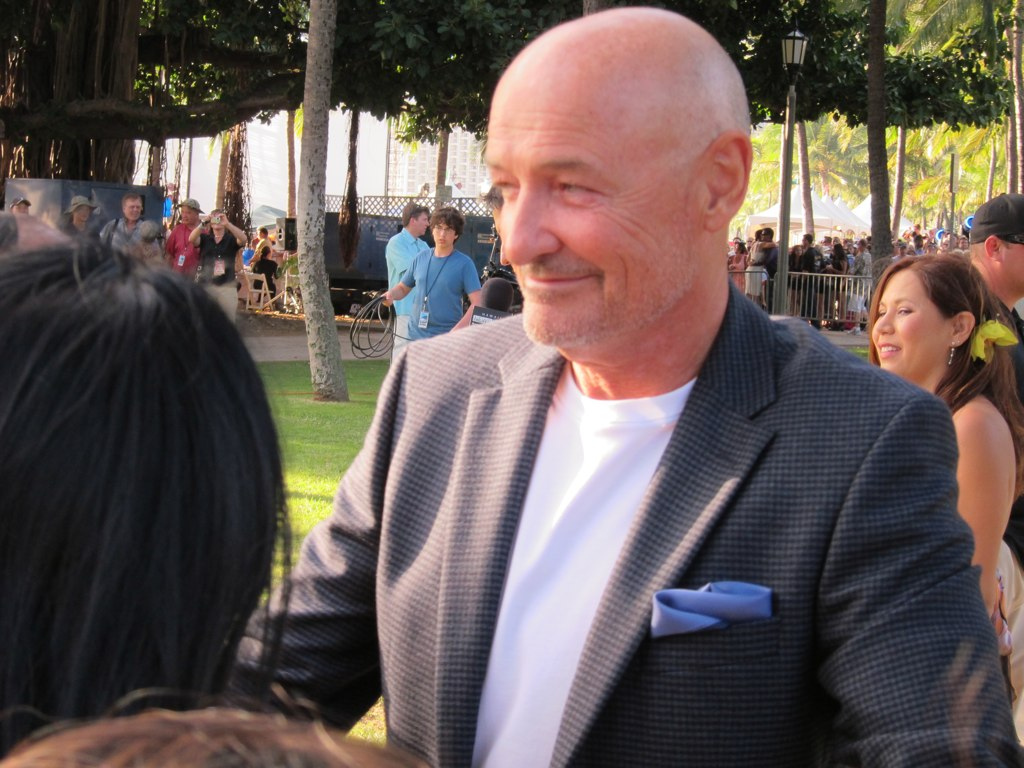
Terry O'Quinn interpreta John Locke
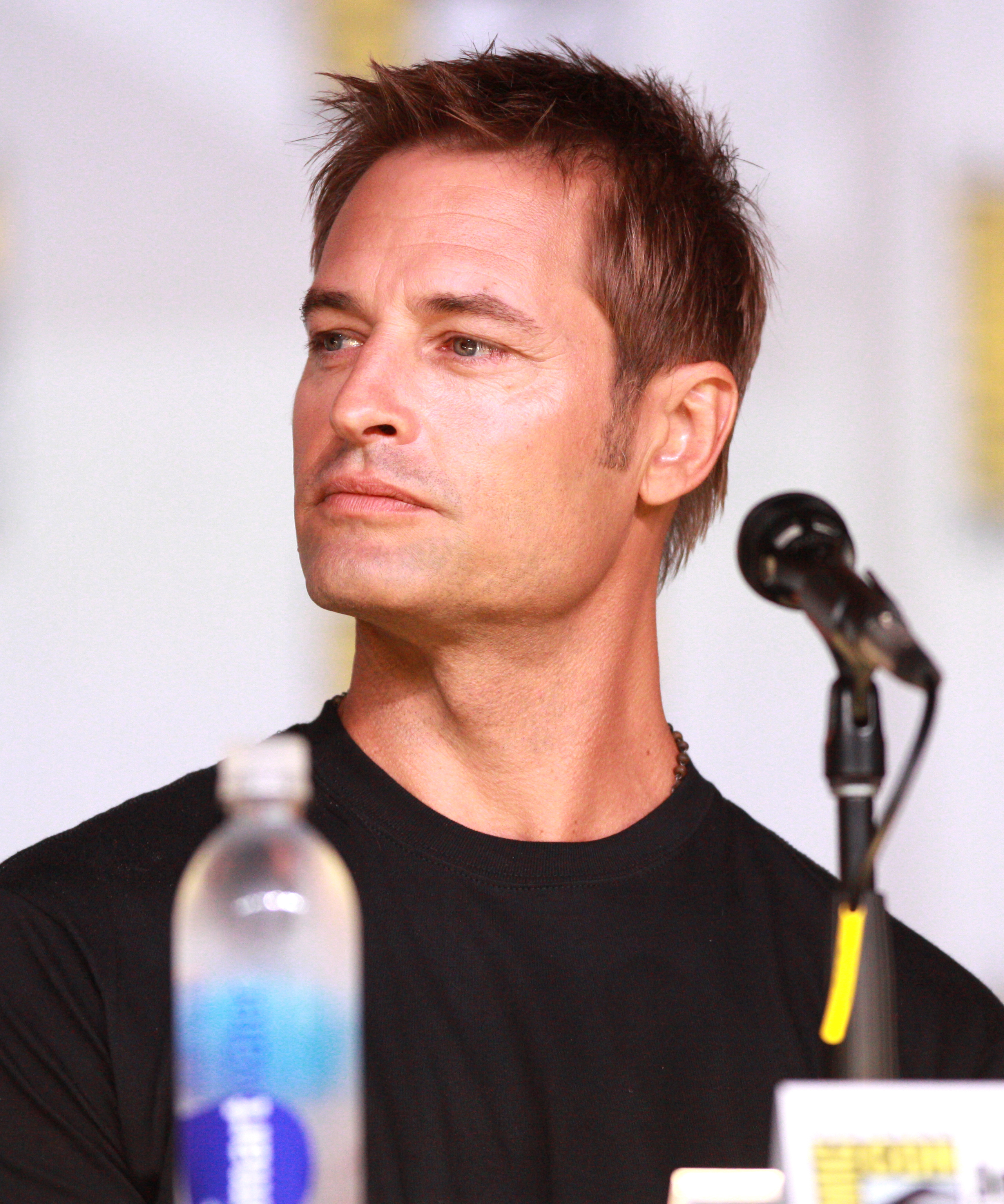
Josh Holloway interpreta James Ford
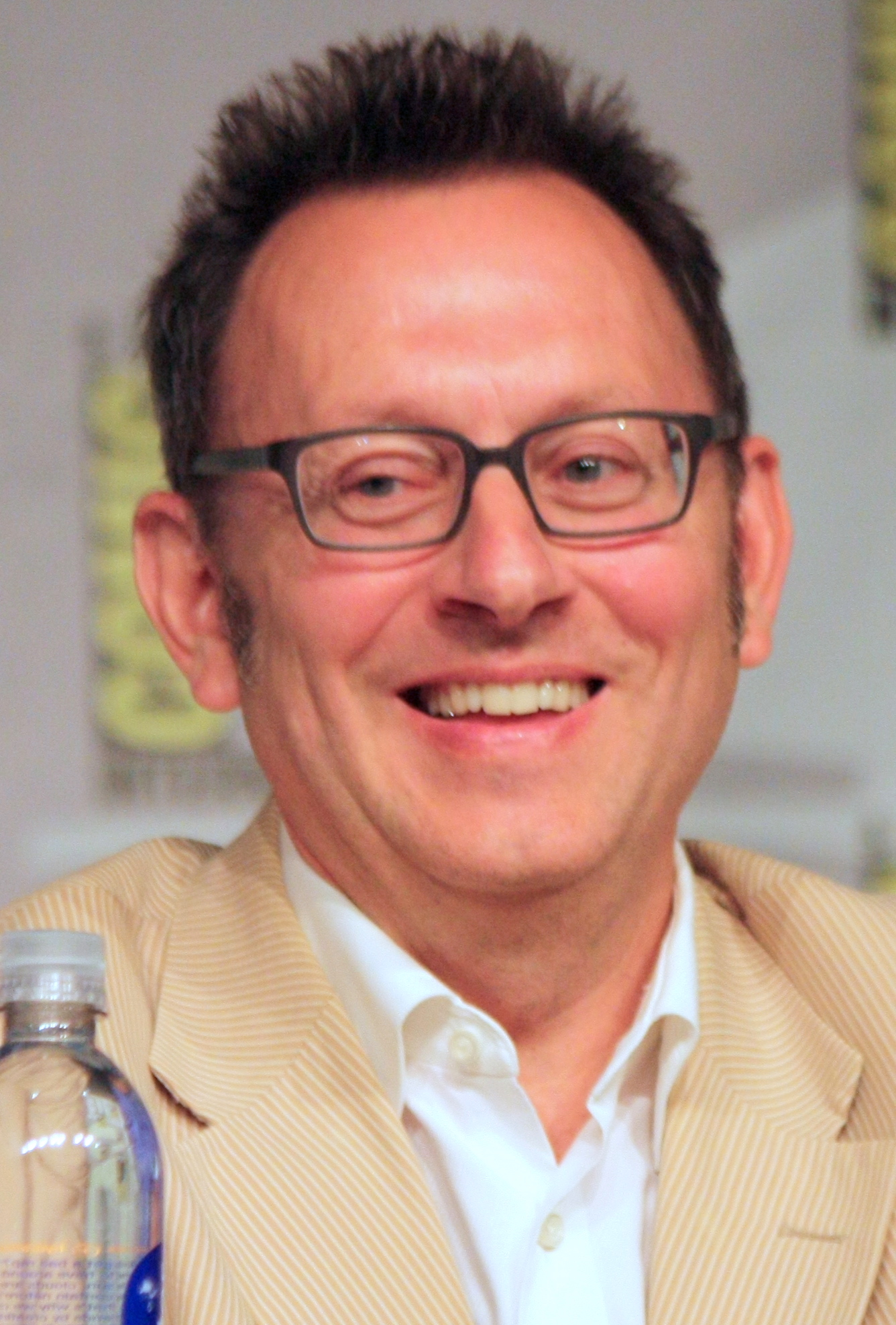
Michael Emerson interpreta Ben Linus
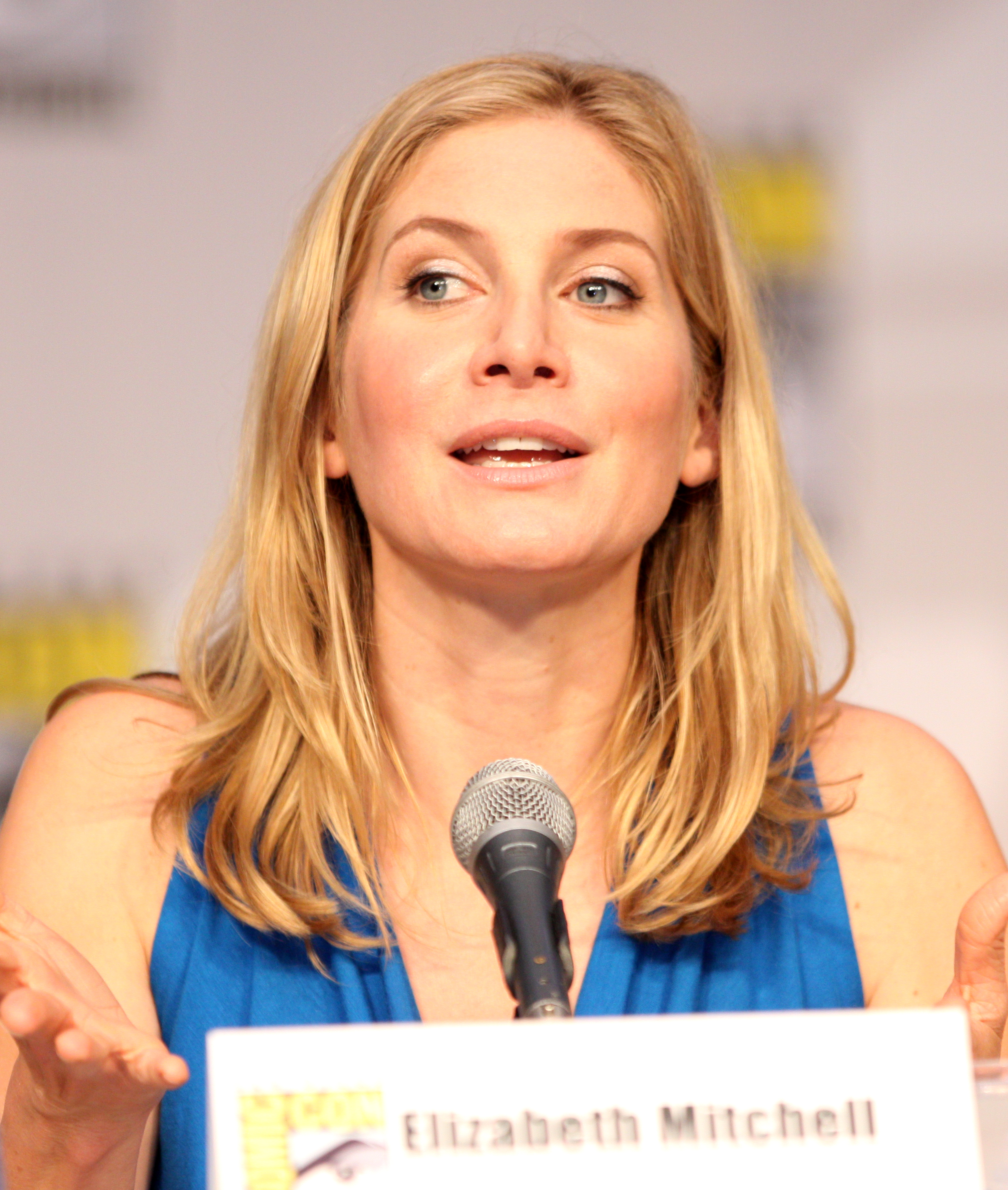
Elizabeth Mitchell interpreta Juliet Burke
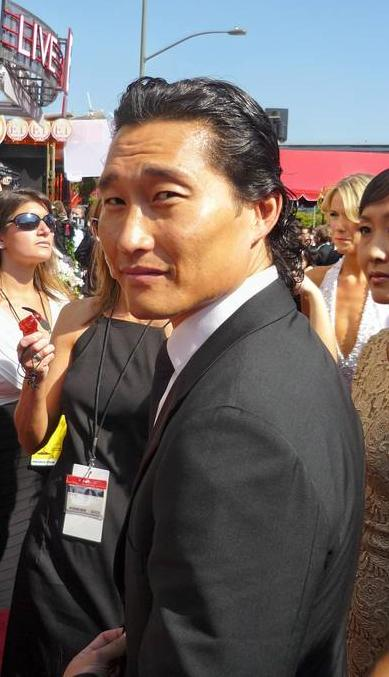
Daniel Dae Kim interpreta Jin Kwon
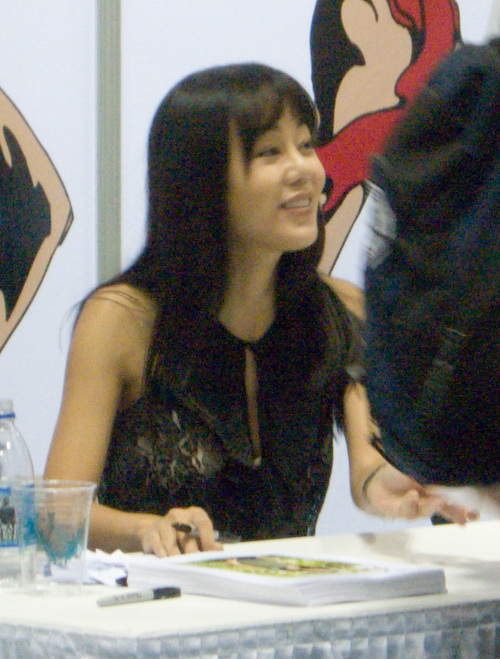
Yunjin Kim interpreta Sun Kwon
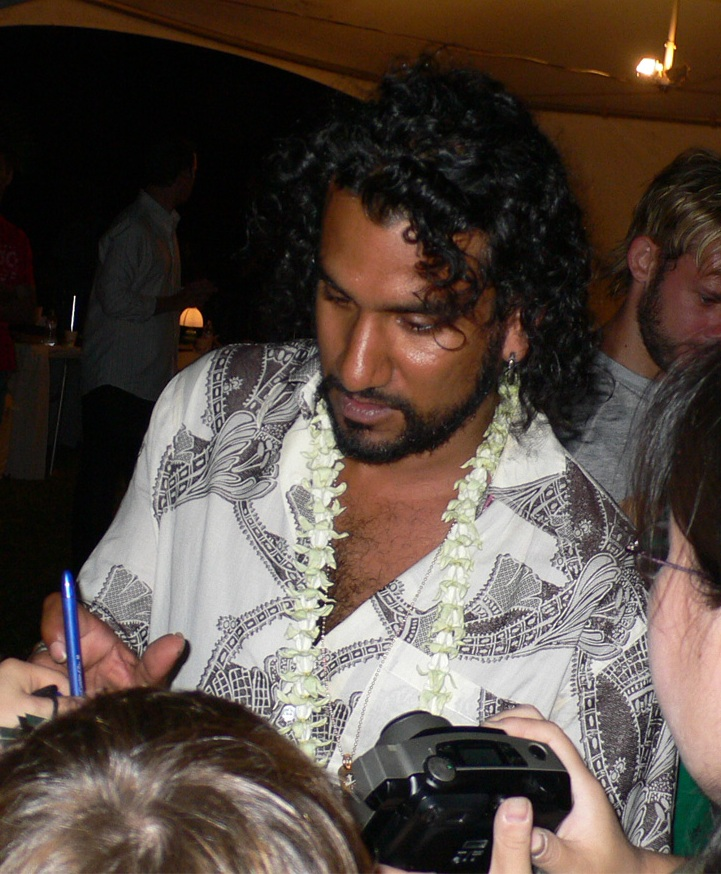
Naveen Andrews interpreta Sayid Jarrah
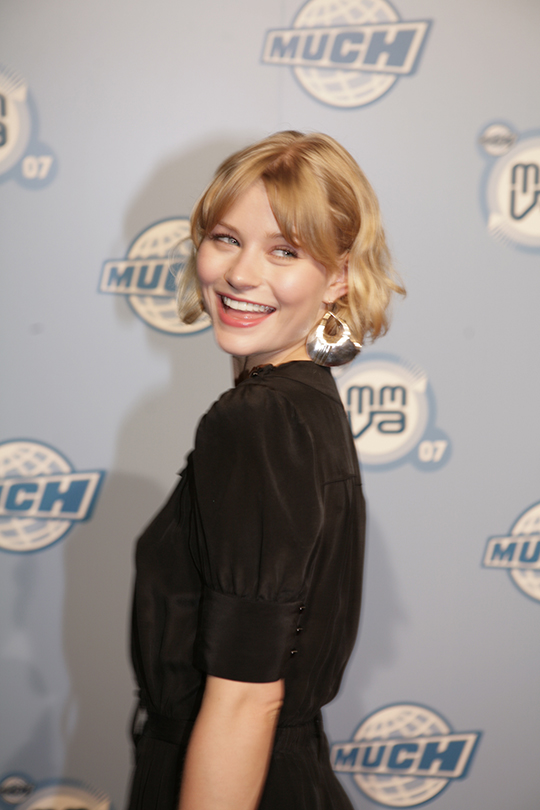
Emilie de Ravin interpreta Claire Littleton
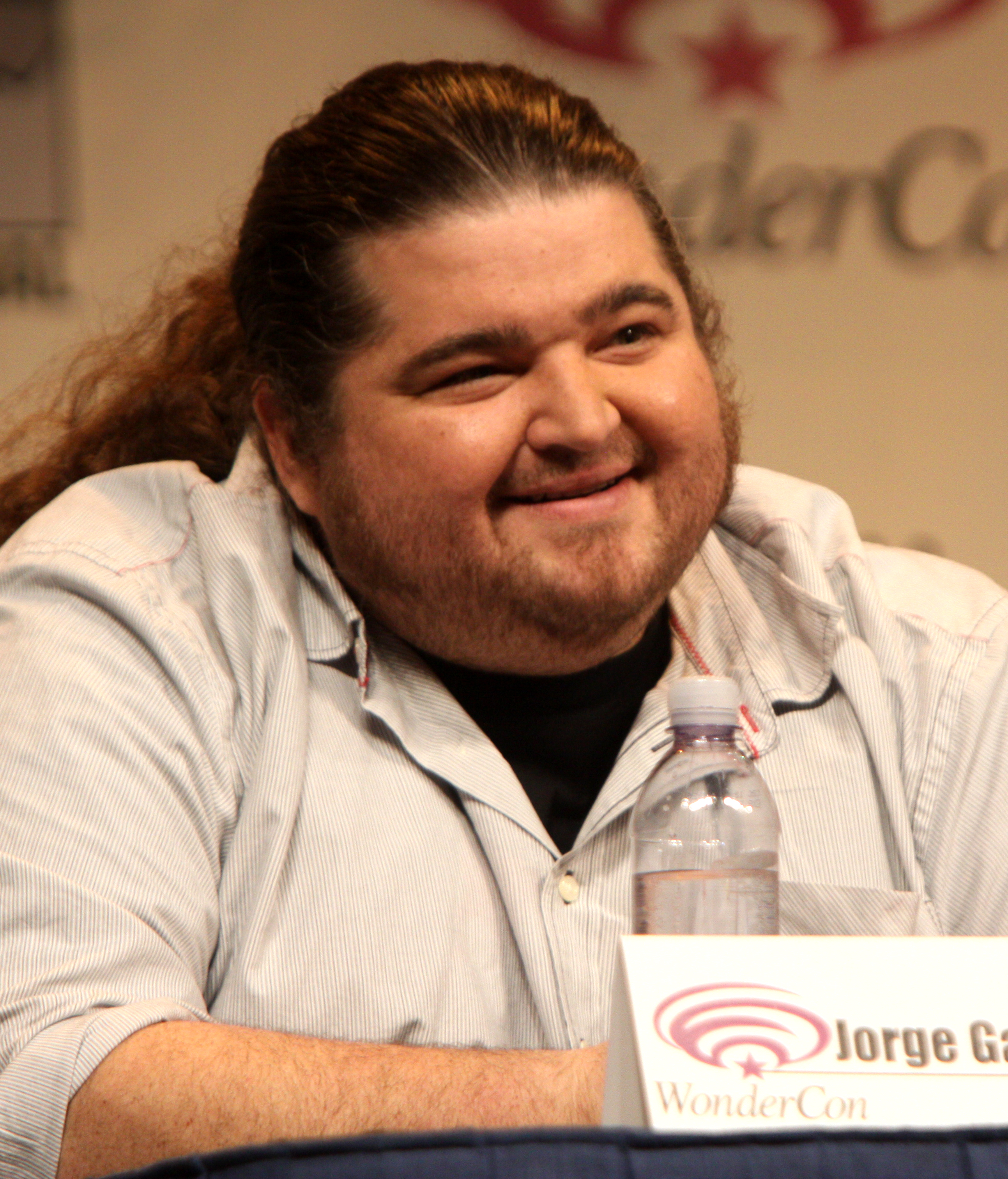
Jorge Garcia interpreta Hugo Reyes
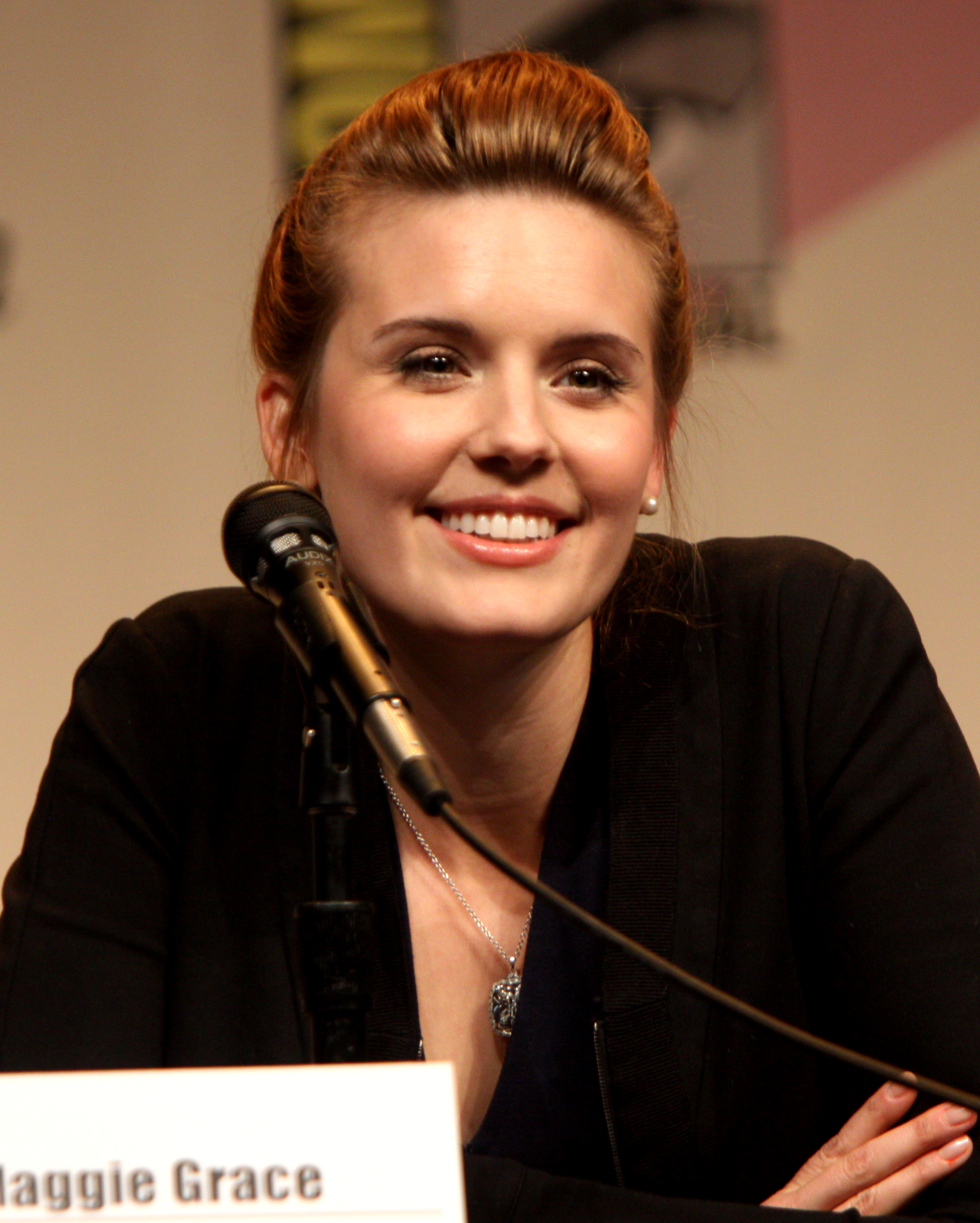
Maggie Grace interpreta Shannon Rutherford
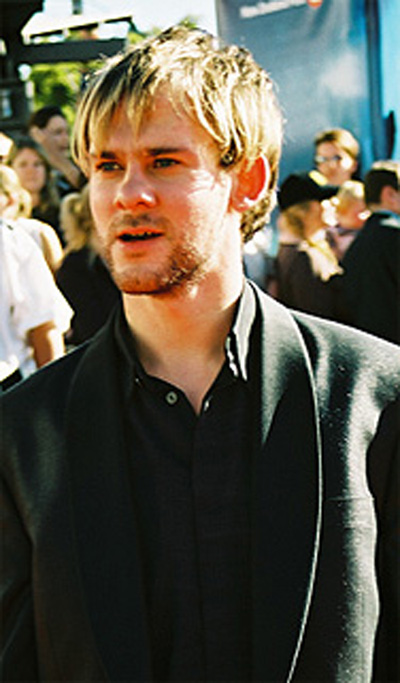
Dominic Monaghan interpreta Charlie Pace
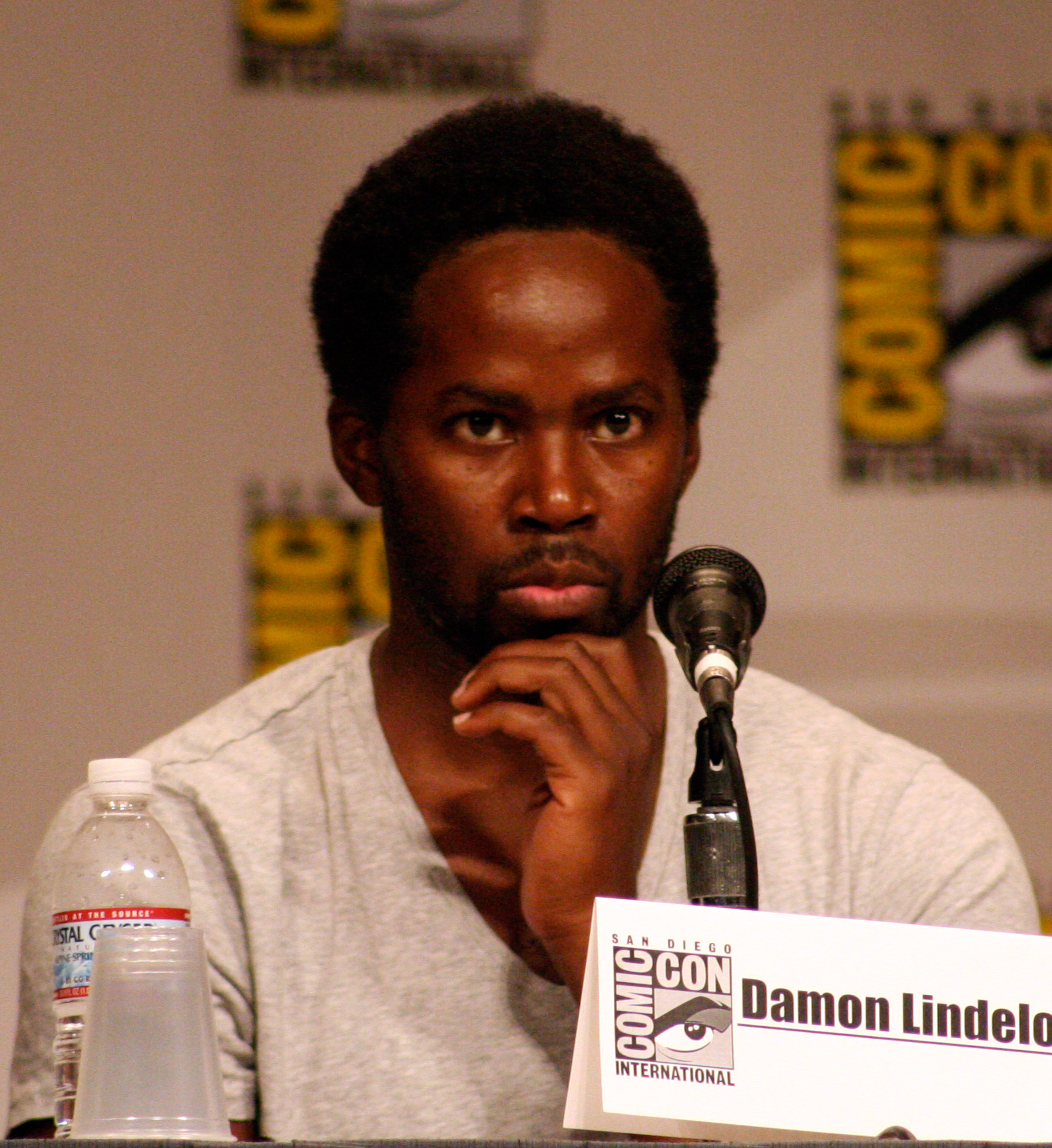
Harold Perrineau interpreta Michael Dawson
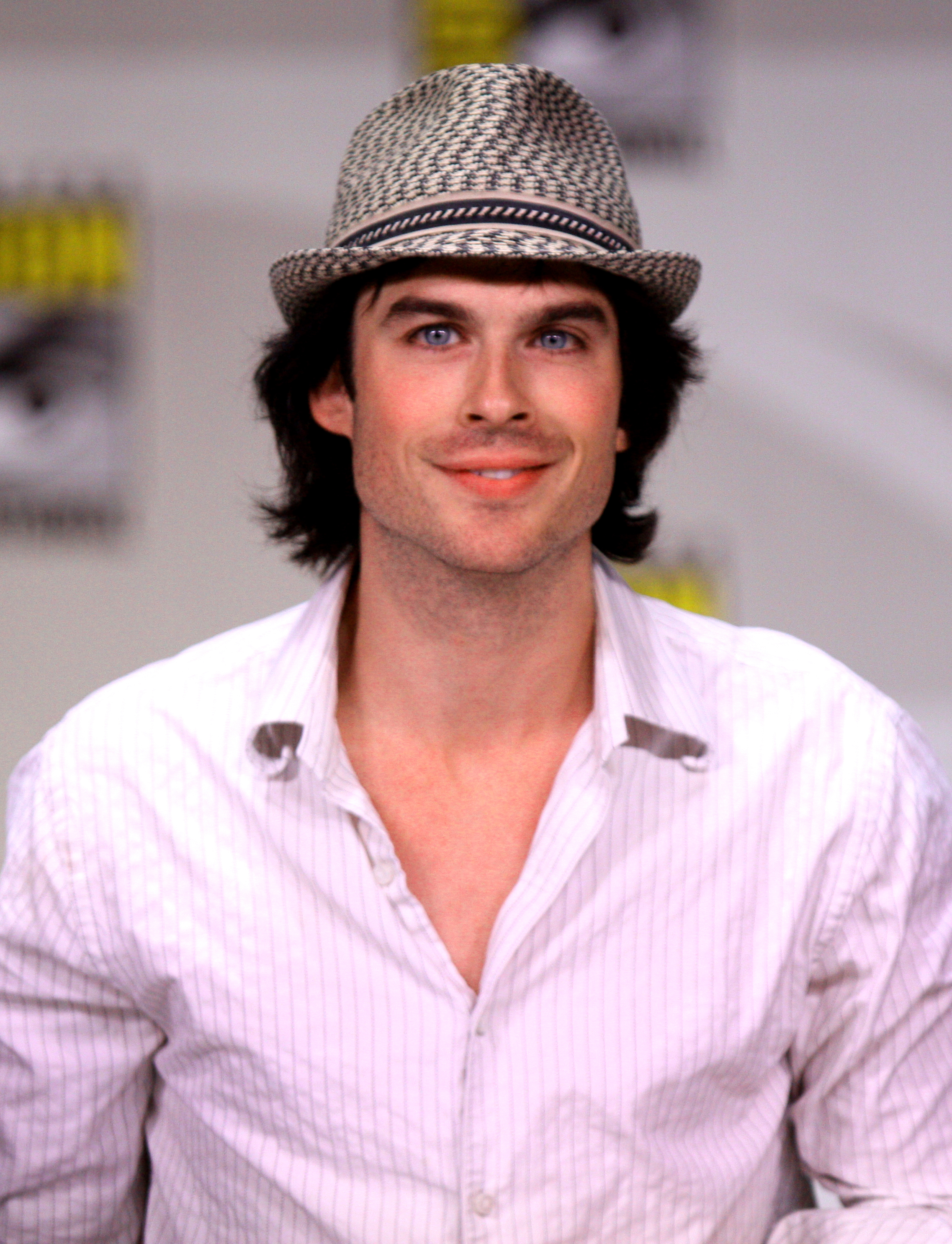
Ian Somerhalder interpreta Boone Carlyle
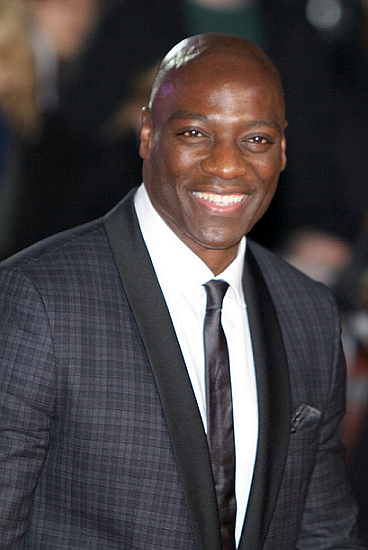
Adewale interpreta Mr. Eko
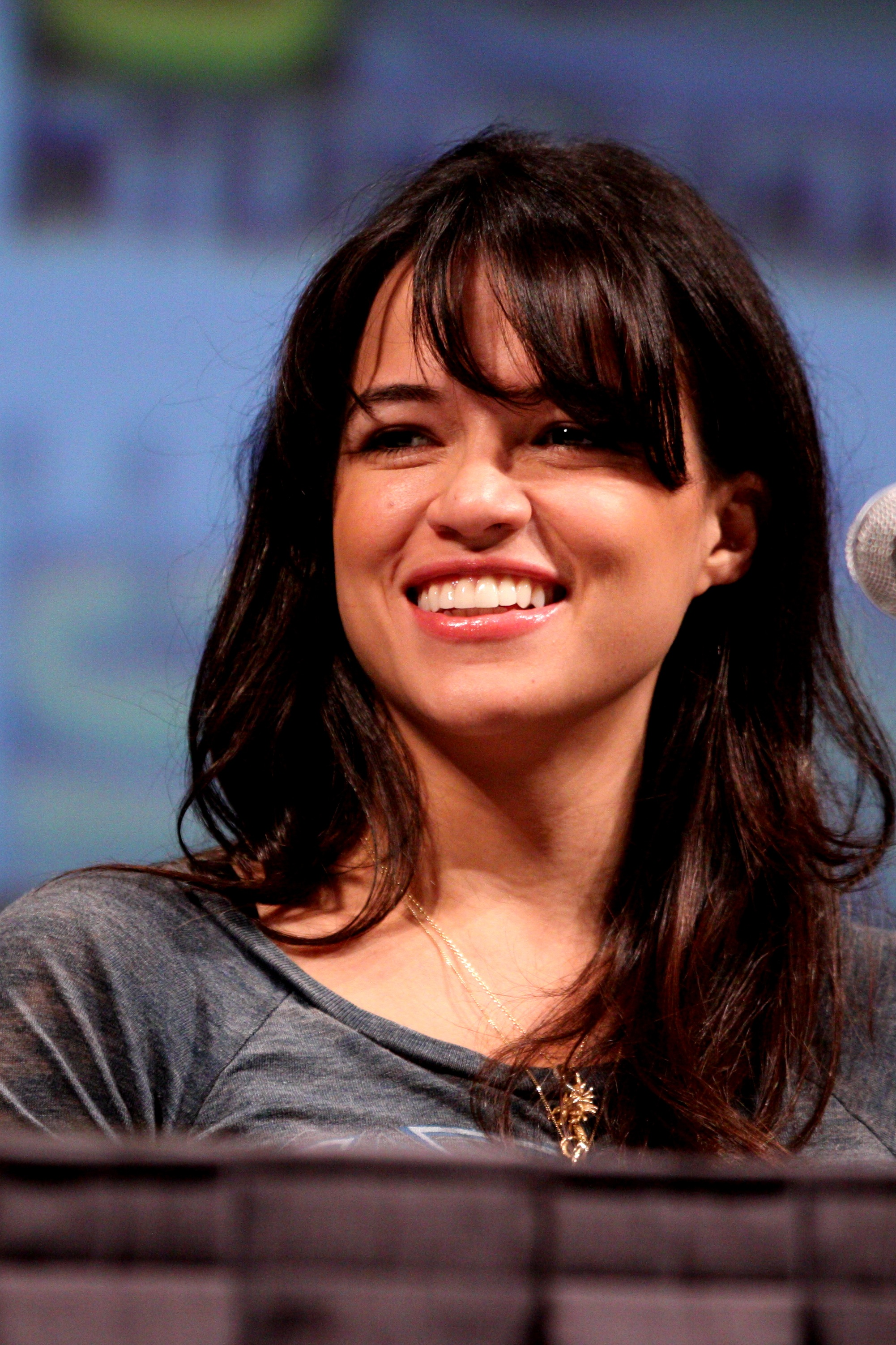
Michelle Rodriguez interpreta Ana Lucia Cortez
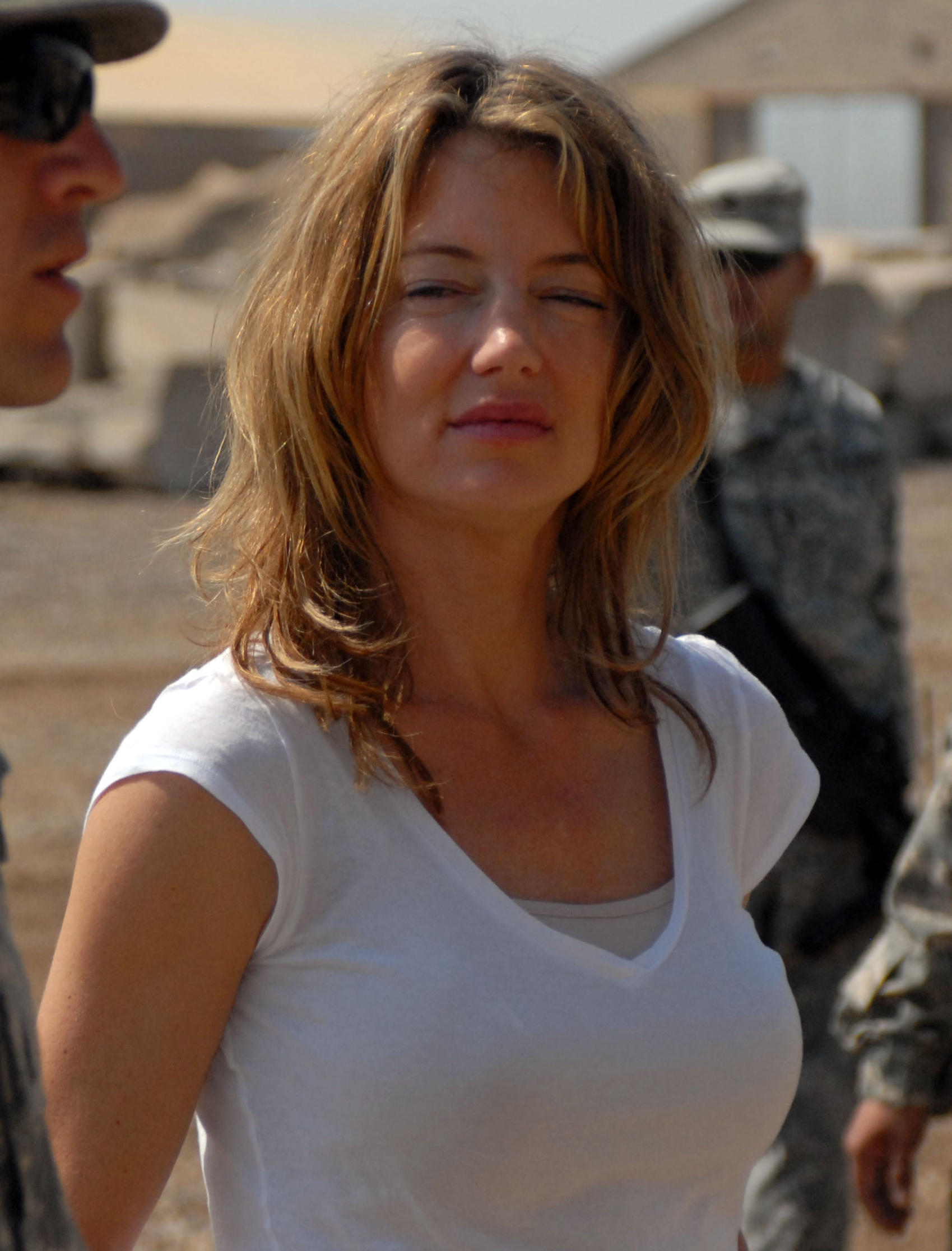
Cynthia Watros interpreta Libby Smith
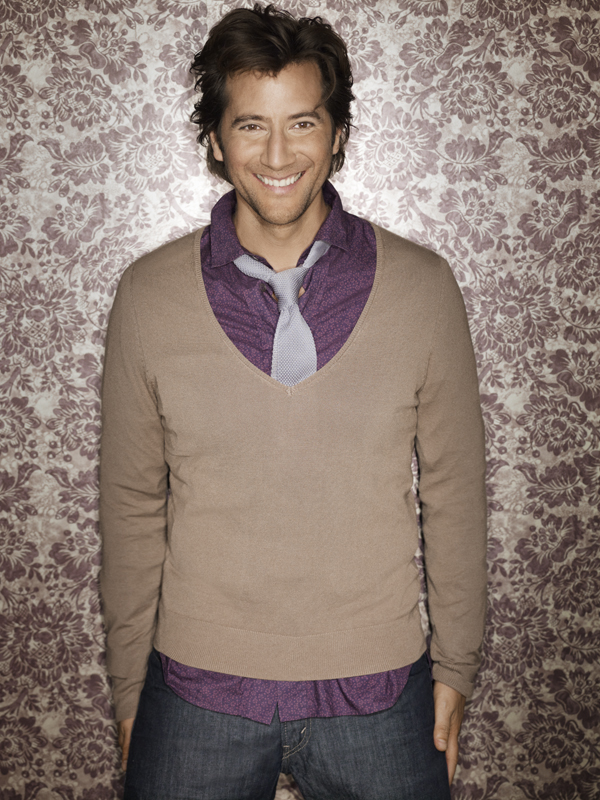
Henry Cusick interpreta Desmond Hume
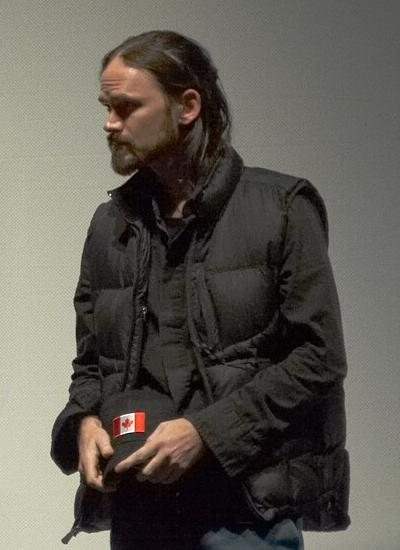
Jeremy Davies interpreta Daniel Faraday
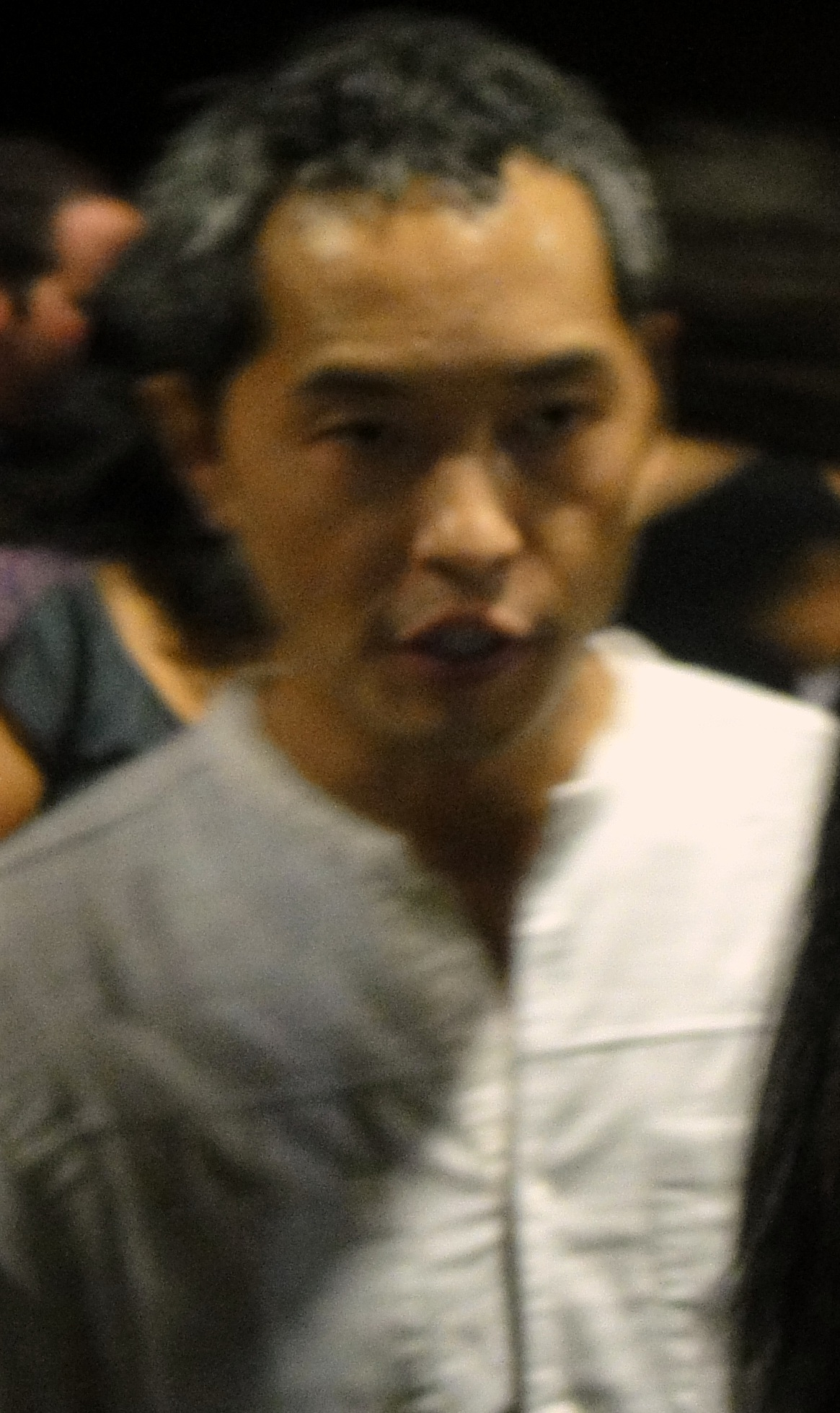
Ken Leung interpreta Miles Straume
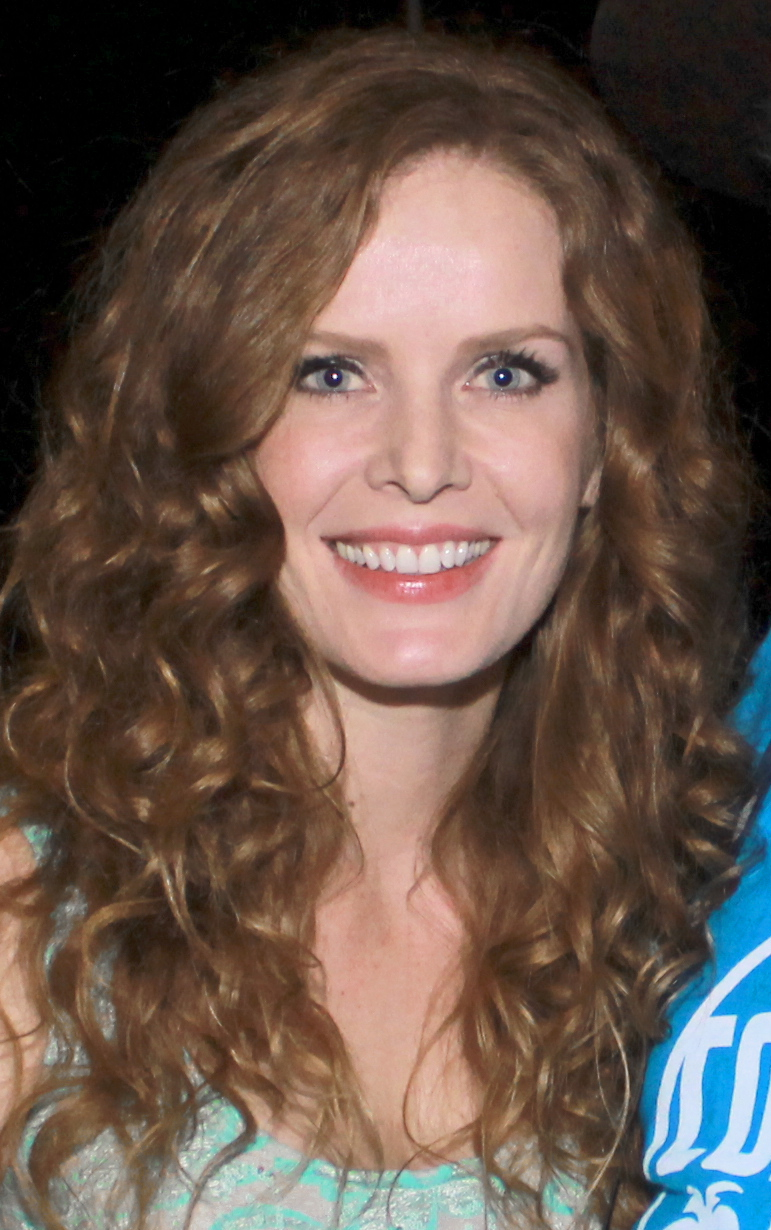
Rebecca Mader interpreta Charlotte Lewis
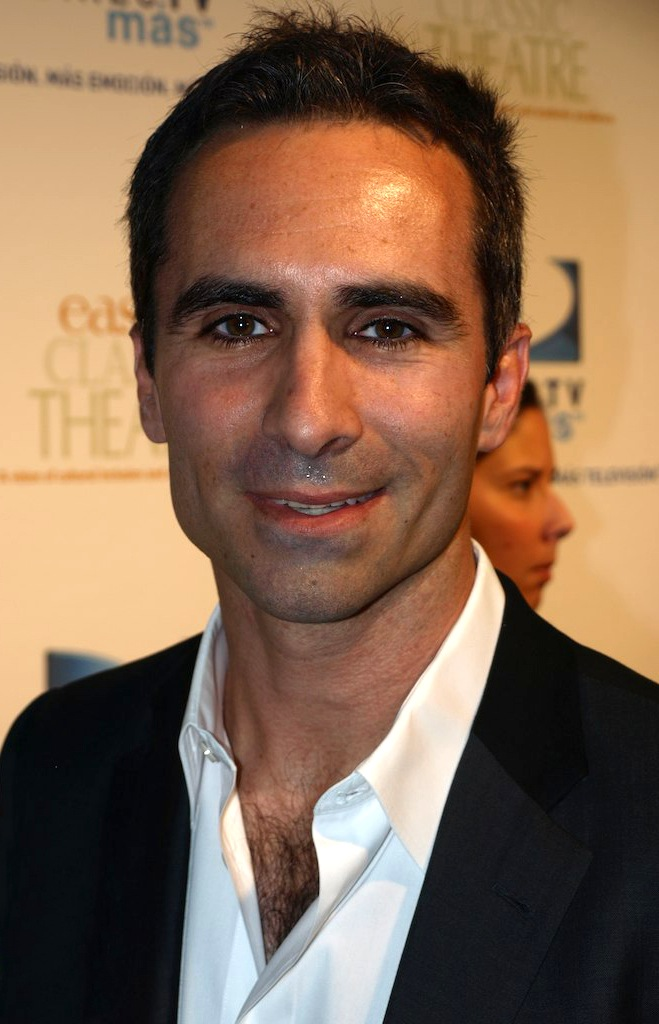
Nestor Carbonell interpreta Richard Alpert
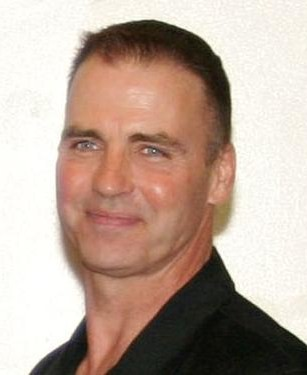
Jeff Fahey interpreta Frank Lapidus

### História dos personagens
Das 324 pessoas a bordo, inicialmente havia 72 sobreviventes (71 pessoas e 1 cão) espalhados pelas três seções da queda do avião. Na abertura da temporada havia 14 personagens principais, fazendo com que Lost tenha o segundo maior elenco de uma série de televisão Americana, atrás somente de Desperate Housewives. Quanto maior o elenco, mais cara a produção, mas os escritores se beneficiam de uma maior flexibilidade nas decisões da história. Segundo o produtor executivo da série, Bryan Burk, "Você pode ter mais interações entre os personagens, criar outros, mais histórias, mais triângulos amorosos".
A temporada inicial tinha 14 grandes papéis creditados na abertura. Naveen Andrews como o soldado iraquiano Sayid Jarrah. Emilie de Ravin interpretando a australiana grávida Claire Littleton. Matthew Fox como o cirurgião Jack Shephard. Jorge Garcia como Hugo "Hurley" Reyes, um azarado ganhador da loteria. Maggie Grace interpretando Shannon Rutherford, uma professora de balé, Josh Holloway como James "Sawyer" Ford. Yujin Kim como Sun-Hwa Kwon, filha de um poderoso empresário coreano e mafioso, com Daniel Dae Kim como seu marido Jin-Soo Kwon. Evangeline Lilly como a fugitiva Kate Austen. Dominic Monaghan como o ex-rock star drogado Charlie Pace. Terry O'Quinn interpretando o misterioso John Locke. Harold Perrineau como o construtor Michael Dawson, e Malcolm David Kelley como seu filho, Walt Lloyd. Ian Somerhalder interpretando Boone Carlyle, COO da empresa de casamentos de sua mãe e meio irmão de Shannon.
O seriado também elimina alguns personagens para dar espaço a novos; Boone fora eliminado na 1ª temporada falecendo, e Walt também, sendo sequestrado no último episódio. A segunda temporada viu a introdução da ex-policial e segurança de aeroporto Ana-Lucía Cortez interpretada por Michelle Rodriguez, o padre e ex-criminoso nigeriano Mr. Eko interpretado por Adewale Akinnuoye-Agbaje, e a suposta psicóloga clínica Libby representada por Cynthia Watros. Shannon, Ana-Lucia e Libby foram mortas ao fim da temporada, e Michael também saiu no fim da temporada, deixando a ilha, junto de seu filho.
Na 3ª temporada, 2 atores que eram secundários na temporada anterior, passaram a ter papéis principais: Henry Ian Cusick foi creditado como o escocês Desmond David Hume, e Michael Emerson no papel de Benjamin "Ben" Linus (outrora conhecido como Henry Gale), líder da civilização conhecida pelos sobreviventes como "Outros." No elenco novo, também se encaixavam três novos atores: Elizabeth Mitchell, como a médica de fertilidade Juliet Burke, Kiele Sanchez, como a atriz golpista Nikki Fernandez. Eko foi eliminado no começo da temporada, Paulo, vivido pelo ator brasileiro Rodrigo Santoro, e Nikki, próximo ao fim dela. Charlie também foi morto no episódio final da terceira temporada.
Na 4ª temporada, Harold Perrineau se junta novamente ao elenco principal para reviver Michael Dawson. Juntamente com Perrineau, são apresentados três novos personagens, Jeremy Davies é Daniel Faraday um físico insano, que assume um particular interesse científico na ilha, Ken Leung como Miles Straume, capaz de se comunicar com os mortos, e Rebecca Mader como Charlotte Staples Lewis uma determinada antropóloga. No final da temporada, Michael Dawson deixa novamente a série, desta vez sendo morto. Juntamente com ele, Emilie de Ravin, também deixa o elenco, com sua personagem, Claire Littleton desaparecendo.
Na 5ª temporada, nenhum acrescimo é feito ao elenco. Rebecca Mader, interprete de Charlotte Lewis deixa a série no início da temporada. Jeremy Davies e Elizabeth Mitchell deixam o elenco também, quando seus personagens, Faraday e Juliet morrem no fim da temporada.
Na última temporada, Emilie de Ravin retorna como fixa interpretando Claire Littleton. Henry Ian Cusick começa a temporada como convidado especial, mas logo retorna a seu papel fixo interpretando Desmond David Hume. Nestor Carbonell, Jeff Fahey e Zuleikha Robinson, intérpretes de Richard Alpert, Frank Lapidus e Ilana Verdansky, deixam de ser secundários e se juntam aos atores fixos. Nessa mesma última temporada, vários antigos membros do elenco fixo retornam para partipações em alguns episódios. Como Dominic Monaghan, Elizabeth Mitchell, Ian Somerhalder, Harold Perrineau Jr., Jeremy Davies, Rebecca Mader, Michelle Rodriguez, Cynthia Watros e Maggie Grace, com seus personagens Charlie Pace, Juliet Burke, Boone Carlyle, Michael Dawson, Daniel Faraday, Charlotte Lewis, Ana-Lucía Cortez, Libby e Shannon Rutherford. Os únicos atores principais que ficam de fora da última temporada foram Adewale Akinnuoye-Agbaje e Kiele Sanchez. Se formos contar apenas com cenas inéditas, Malcolm David Kelley (interprete de Walt Lloyd) também faria parte do grupo dos atores que não participaram da temporada, já que sua única aparição foi um breve arquivo da primeira temporada.
Há também personagens secundários recorrentes, como o dentista Bernard Nadler (Sam Anderson) e sua esposa portadora de câncer, Rose Henderson (L. Scott Caldwell), que inclusive receberam um episódio central, a francesa Danielle Rousseau (Mira Furlan), o cachorro Vincent (Madison), a paraquedista Naomi Dorrit (Marsha Thomason), o vilão Martin Keamy, interpretado por Kevin Durand, entre outros. Alguns personagens apareceram em flashbacks e na própria ilha, como um grupo de nativos da ilha conhecidos por Outros, o pai de Jack e Claire, Christian (John Terry), o empresário Charles Widmore (Alan Dale), o agente federal Edward Mars (Fredric Lehne) a aeromoça Cindy (Kimberley Joseph) e mais alguns.

## Sinopse das temporadas

### 1.ª temporada (2004/2005)
A primeira temporada começou a ser transmitida nos Estados Unidos em 22 de setembro de 2004 composta por 25 episódios.
O voo 815 da companhia aérea Oceanic Airlines, cai na costa do que aparenta ser uma ilha tropical "deserta", forçando o grupo de estranhos a trabalhar em conjunto para se manterem vivos.
No entanto, a sua sobrevivência é ameaçada por vários mistérios, incluindo uma escotilha metálica enterrada no solo, uma criatura que vagueia pela selva e os habitantes da ilha conhecidos como "Os Outros". Os sobreviventes descobrem que um dos seus não é quem parece ser e encontram uma mulher francesa chamada Danielle Rousseau, cuja equipe naufragou há 16 anos.

### 2.ª temporada  (2005/2006)
A segunda temporada teve 24 episódios e estreou  em 21 de setembro de 2005.
A história continua 44 dias depois da queda do avião. É revelada a existência da misteriosa Iniciativa Dharma e o seu benfeitor, Hanso Foundation. Vários personagens novos aparecem, incluindo os sobreviventes da cauda do avião Ana-Lucía Cortez, Bernard, Libby e Mr. Eko. São igualmente apresentados Desmond um homem que tem que apertar um botão na escotilha digitando os números maus — 4, 8, 15, 16, 23, 42 — para salvar o mundo, um homem que diz chamar-se Henry Gale, e ainda outros habitantes da ilha. A verdade sobre os "Outros" começa a revelar-se.

### 3ª temporada (2006/2007)
A terceira temporada teve 23 episódios e estreou em 4 de outubro de 2006.
O público conheceu mais sobre a Iniciativa Dharma e sua ligação com os "Outros". O mundo destas pessoas que viviam na ilha antes da queda do voo 815 e seus mistérios é explorado. Outros temas recorrentes são o poder de clarividência desenvolvido por Desmond (envolvendo frequentemente a morte de Charlie) e uma possibilidade real de resgate para os sobreviventes. A temporada incluiu vários novos personagens ao universo da série, como Juliet Burke, a misteriosa integrante do bando "Os Outros"; Nikki Fernandez, uma atriz gananciosa que mantinha um relacionamento com Paulo; Naomi Dorrit, uma paraquedista que veio a ilha com interesses desconhecidos, entre outros. Jack faz contato com um navio cargueiro, e todos esperam ser resgatados pelo navio.

### 4ª temporada (2008)
A quarta temporada foi planejada (antes da greve dos roteristas) para ter 16 episódios, iniciando sua transmissão nos Estados Unidos e Canadá no dia 31 de janeiro de 2008. Devido à greve dos roteristas, a temporada foi concluída com 14 episódios, constituídos de 8 antes da greve e 6 pós-greve, retomados em 24 de abril, nos Estados Unidos. Isso inclui um episódio final de 3 horas de duração denominado "There's no Place Like Home". A primeira parte foi ao ar na quinta-feira do dia 15 de maio, e as partes 2 e 3, num especial de 2 horas, no dia 29 de maio. A quarta temporada de Lost difere e muito das outras temporadas, possuindo um "esquema" com mais suspense e mistérios. A narrativa mudou seu foco. Nesta temporada, um navio cargueiro estabelece contato com os sobreviventes com a intenção de resgata-los, porém ao decorrer dos episódios, temos em descoberta de que eles não são quem dizem ser, resultando em novos mistérios e conflitos entre os sobreviventes e os falsos salva-vidas. No fim, seis pessoas conseguem sair da ilha. Vale salientar também que foi nesta temporada que foi posto um fim nos flashbacks, dando lugar as visões do futuro de alguns personagens.

### 5ª temporada (2009)
Nesta temporada, composta de 17 episódios, os sobreviventes vivem experiências catastróficas com o tempo e os seis da Oceanic que saíram da ilha no final da quarta temporada precisam voltar.
Jin está vivo e descobrimos como Rousseau chegou à ilha. Ben divide-se ainda mais mostrando um outro caráter.
Kate está com problemas em relação ao Aaron, querem tirá-lo dela, mas na verdade se trata de apenas uma armadilha de Ben para convencê-la a voltar à ilha.
Locke parte em missão para buscar os seis da Oceanic. Começamos a descobrir relações entre o pessoal do cargueiro e a Iniciativa Dharma. Locke é assassinado por Ben em Los Angeles.
Os sobreviventes agora fazem parte da iniciativa Dharma de 1977. Sun está em 2007 com Frank Lapidus e Ben. Mais sobreviventes estão na ilha, resultado de outro acidente aéreo, que trouxe os seis da Oceanic de volta à ilha, sob o comando de Ben, já que Locke foi assassinado por ele. Parte do grupo volta no tempo, para 1977, onde se integram à Iniciativa Dharma. Os demais permanecem em 2007, inclusive Locke. O Inimigo de Jacob se materializa como Locke e engana todos para que consiga convencer Ben a matar Jacob. A identidade de Jacob é revelada. Ilana, Bram, Lapidus e os seguidores de Jacob revelam à Richard, Sun e aos Outros o verdadeiro John Locke, morto dentro de uma caixa encontrada no compartimento de carga do avião. Logo após o assassinato de Jacob, a temporada termina com Juliet explodindo uma bomba de hidrogênio após ser sugada pela energia da Estação Cisne. Após a explosão, a tela fica branca e o letreiro de Lost vai ficando mais nítido com o passar dos segundos, e então o episódio termina.

### 6ª temporada (2010)
A trama da sexta e última temporada de Lost contém 18 episódios e se baseia no confronto final entre o bem e o mal, representados pelas figuras de Jacob e de seu nêmesis, um ser que adotou a forma do falecido irmão gêmeo de Jacob e que tem a capacidade de se transformar na "Fumaça Negra". Os agora poucos sobreviventes da queda do voo Oceanic 815 e aliados são diretamente influenciados à tomarem partido nesta batalha iminente que vai definir o futuro da ilha.
O objetivo de Jacob é o de proteger a ilha e a luz interna (eletromagnetismo) que a mantém "viva", portanto, recrutou candidatos ao redor do mundo ao longo de centenas de anos, trazendo-os à ilha para que um deles assuma seu posto após sua morte e continue detendo o "Homem de Preto", que deseja apagar a luz da ilha (o que causaria sua destruição) e fugir dela, para um mundo além do oceano. Dentre centenas de candidatos escolhidos por Jacob, apenas cinco estão vivos após sua morte: Jack Shephard, James "Sawyer" Ford, Sayid Jarrah, Hugo "Hurley" Reyes e Katherine Austen (todos sobreviventes da queda do voo 815), cabendo a um deles, substituí-lo.
Além de contar com o auxílio dos tradicionais flashbacks, a sexta temporada inovou com os flashsideways, eventos que acontecem numa realidade onde a ilha não existe e todos os personagens já estão mortos, relembrando das coisas que viveram juntos, na medida em que vão se encontrando. Nesta realidade pós-morte, os losties tiveram a chance de redimir os erros cometidos em vida e quando o fizeram, encontraram a paz e a luz junto às pessoas que mais tiveram importância durante as suas vidas: àquelas com quem estiveram juntas na ilha.
O derradeiro episódio de Lost, intitulado "The End", dividiu a opinião dos fãs da série, ao não ter dado respostas didáticas a muitos mistérios propostos ao longo de seis anos para focar apenas em seus personagens, comprovando definitivamente que Lost é uma série que fala sobre pessoas e suas diversas relações, utilizando elementos místicos e enigmáticos como meio de conduzir estas pessoas à lugares e situações diversas para que descubram mais sobre si próprio e a sua própria redenção.

## Mitologia
Em paralelo ao desenvolvimento dos personagens, os episódios de Lost incluem um número de misteriosos elementos que foram atribuídos a ficção científica ou a fenômenos sobrenaturais. Os criadores da série fazem referência a estes elementos que compõem a mitologia da série, e eles formam a base de especulações dos fãs.
Entre os elementos mitológicos da série, há um "monstro" que ronda a ilha; um urso polar em uma ilha tropical; um misterioso grupo de habitantes a quem os sobreviventes se referem como "Os Outros", uma organização chamada Iniciativa Dharma que colocou várias estações de monitoramento e pesquisa na ilha; uma sequência de números que têm feito frequentes aparições na vida dos personagens do passado, presente e futuro, e ligações pessoais ou sincronizadas entre as personagens, que muitas vezes nem se conhecem.

### Teorias desmistificadas
O coração da série é uma história complexa e crítica que desova inúmeras questões não resolvidas. Incentivada pelo elenco e escritores de Lost, que muitas vezes interagem on-line com os fãs, leitores e críticos de televisão tem tentado criar teorias generalizadas, numa tentativa de desvendar os mistérios. As teorias dizem sobretudo a respeito da natureza da ilha, a origem do "monstro" e dos "Outros", o significado dos números e as razões da queda do avião e a sobrevivência de alguns passageiros.
Várias das mais comuns teorias criadas por fãs foram discutidas e rejeitadas pelos criadores da série, as mais comuns sendo que os sobreviventes do Voo 815 estão mortos ou no purgatório. Esta foi expressamente negada por J. J. Abrams. Além disso, Damon Lindelof rejeitou especulações de que naves espaciais ou aliens estavam influenciando os acontecimentos na ilha, ou que tudo não passava de um delírio coletivo. Carlton Cuse negou a teoria de que a ilha era um reality show da TV e que os sobrevientes seriam náufragos e Lindelof, muitas vezes, já refutou a teoria de que o "monstro" é uma nuvem nanobótica semelhante a que estava presente no livro Prey de Michael Crichton.

## Prêmios
Lost é uma série que gerou grande impacto e fez sucesso em inúmeros países, e por muitos anos recebeu inúmeras indicações de diversos prêmios entre Emmy Awards, Golden Globe Awards, Golden Reel Awards, Satellite Awards, Saturn Awards, TCA Awards, Teen Choice Awards, Writers Guild of America Award e inúmeros outros. Acumulou em 6 temporadas, um total de 176 indicações, faturando mais de 50 prêmios.

## Impacto

### Audiência
Índices de audiência de Lost nos Estados Unidos (baseado na média de exibições por episódio, incluindo reprises).
| Temporada | Horário exibido                                         | Começo da temporada    | Final da temporada | Época     | Ranking | Audiência (em milhões) |
| --------- | ------------------------------------------------------- | ---------------------- | ------------------ | --------- | ------- | ---------------------- |
| 1ª        | Quarta 20:00                                            | 22 de setembro de 2004 | 25 de maio de 2005 | 2004–2005 | #15     | 18.38                  |
| 2ª        | Quarta 21:00                                            | 21 de setembro de 2005 | 24 de maio de 2006 | 2005–2006 | #15     | 18.90                  |
| 3ª        | Quarta 21:00 (durante 2006) Quarta 22:00 (durante 2007) | 4 de outubro de 2006   | 23 de maio de 2007 | 2006–2007 | #14     | 15.05                  |
| 4ª        | Quinta 21:00 Quinta 22:00                               | 31 de janeiro de 2008  | 29 de maio de 2008 | 2008      | #17     | 13.40                  |
| 5ª        | Quarta 21:00                                            | 21 de janeiro de 2009  | 13 de maio de 2009 | 2009      | #28     | 11.05                  |
| 6ª        | Quarta 21:00                                            | 2 de fevereiro de 2010 | 23 de maio de 2010 | 2010      | #31     | 10.31                  |

O episódio piloto teve uma média de 18,6 milhões de telespectadores, facilmente ganhando audiência do período das 8 às 9 horas e dando a ABC um rating mais forte desde os anos 2000, quando o programa Who Wants to Be a Millionaire? entrou no ar - batido somente no mês seguinte pela também estreante Desperate Housewives do mesmo canal. De acordo com a revista Variety, a ABC poderia usar o sucesso que a série estava tendo, como uma "carta na manga", já que não houve outro programa que competisse com ela desde a sua estreia. Lost representa o melhor começo da rede para um drama de faixa etária dos dezoito anos desde Once and Again em 1999 e maior audiência desde Murder One em 1995.

O gráfico mostra classificações da audiência nos Estados Unidos (em milhões) por episódio a cada uma dos seis temporadas da série na ABC.

Baseado em sua abertura forte, a agência Reuters classificou-a como "a série de drama do momento", dizendo que o programa resultou num intenso beneficiamento para todo o tipo de marketing externo, incluindo propagandas em rádios, chamadas especiais e a primeira campanha do gênero anunciada pela ABC em cinco anos. Após quatro episódios terem ido ao ar, a ABC anunciou que teria uma temporada completa.
Para sua primeira temporada, Lost teve média de 16 milhões de telespectadores, e foi a 14ª atração mais vista da televisão norte-americana e a 15ª melhor série entre as dezoito em cartaz. Sua segunda temporada foi igualmente bem: outra vez foi a 14ª atração mais vista, com uma média de 15,5 milhões de telespectadores. Entretanto melhorou sua avaliação entre as dezoito melhores séries do ano, indo para a 8ª posição. A terceira temporada foi vista por 18,8 milhões de telespectadores por episódio. O sétimo episódio da série voltou em um horário diferente e depois de uma pausa de 12 semanas, reduzindo-se então a 14,5 milhões de telespectadores, mas mesmo assim conseguiu bater altos índices de audiência no horário das 22 horas.
Uma pesquisa feita em vinte países pela Informa Telecoms and Media em 2006 constatou que Lost é a segunda série mais vista no mundo, ao lado de CSI: Miami.

### Classificação indicativa
Nos boxes de todas as temporadas da série, ela está com a classificação indicativa 18 anos pela violência, pelo consumo de drogas e pelas insinuações sexuais. Mas a classificação varia muito já que nos Estados Unidos ela já foi censurada para 14 anos, no Brasil para 12 anos e 16 anos e em Portugal para livre e 10 anos.

## Em outras mídias
As personagens e locações de Lost apareceram em diversas outras mídias além da televisão, incluindo publicações em papel, na internet e telefones celulares.
Até março de 2006, três novelizações foram lançadas pela Hyperion Books, uma editora que pertence à companhia dona da ABC: Endangered Species (ISBN 0-7868-9090-8) de Cathy Hapka, lançado em 1 de novembro de 2005; Secret Identity (ISBN 0-7868-9091-6) da mesma autora, em 1 de janeiro de 2006 e Signs of Life (ISBN 0-7868-9092-4) de Frank Thompson, em 1 de março de 2006. Os dois primeiros foram lançados no Brasil pela Editora Prestígio, com os títulos Risco de Extinção e Identidade Secreta, respectivamente. Além desses, a Hyperion lançou um livro de metaficção intitulado Bad Twin (ISBN 1-4013-0276-9), escrito por Laurence Shames sob o nome "Gary Troup", que era um passageiro no voo 815 da Oceanic, conforme divulgado pelo departamento de marketing da ABC. Finding Lost: The Unofficial Guide (ISBN 1-55022-743-2) de Nikki Stafford, publicado por ECW Press é um livro que detalha o programa para fãs e àqueles novos à série. LOST: The Ultimate Unofficial Guide to ABC's Hit Séries LOST News, Analysis, and Interpretation (ISBN 1-933804-03-3) de Rebecca K. O'Conner e Jim Stewart, publicado pela Equity Press, foi o primeiro guia dedicado a notícias, interpretação e previsões sobre a direção futura do programa.
Os canais e produtores do programa fizeram grande uso da internet na criação de precedentes para a história. Por exemplo, durante a primeira temporada, um diário fictício de uma sobrevivente não retratada na série chamada "Janelle Granger" foi disponibilizado no site da série. Do mesmo modo, um site sobre a fictícia Oceanic Airlines apareceu durante a primeira temporada, incluindo vários easter eggs e pistas sobre a trama. Outro site foi lançado após a exibição de "Orientation", desta vez sobre a Hanso Foundation. No Reino Unido, as histórias iniciais de várias personagens estão incluídas em "Lost Untold", uma seção do site sobre Lost do Channel 4. Similarmente, desde novembro de 2005 a ABC produz um podcast oficial, apresentado pelos roteiristas e produtores executivos Damon Lindelof e Carlton Cuse. O podcast geralmente apresenta uma discussão sobre o episódio da semana, entrevistas com membros do elenco e perguntas de telespectadores. A Sky One no Reino Unido também possui um podcast apresentado por Iain Lee na sua plataforma de rádio "4radio", analisando cada episódio após sua exibição naquele país.
O uso da internet chegou ao seu ápice no Lost Experience, um jogo de realidade alternativa online produzido pelo Channel 4 e pela ABC, que iniciou no início de maio de 2006. O jogo apresenta uma história de cinco fases paralelas, envolvendo principalmente a Hanso Foundation.
Miniepisódios para telefone celular, chamados Lost Video Diaries, foram planejados aos assinantes do sistema V-Cast da Verizon Wireless, mas foram atrasados devido a disputas contratuais. Cada miniepisódio terá alguns minutos de duração e cobrirá eventos não vistos nos episódios.

### Mercadoria licenciada
Vários outros tipos de produtos baseados na série, como brinquedos e jogos, foram licenciados para lançamento. Um jogo eletrônico para videogame e computador chamado Lost: The Video Game foi anunciado, a ser desenvolvido pela Ubisoft e a Gameloft desenvolveu um jogo de Lost para celulares. A Cardinal Games lançou um jogo de tabuleiro de Lost em 7 de agosto de 2006. A Inkworks lançou duas coleções de trading cards de Lost e pretende lançar uma coleção Lost: Revelations. Em maio de 2006, a McFarlane Toys anunciou uma linha de bonecos das personagens e lançou a primeira série em novembro do mesmo ano.
Lost: Via Domus, também conhecido como Lost: The Video Game, é o primeiro jogo oficial do seriado Lost para vídeo-games e PCs. Desenvolvido pela Ubisoft Montreal, o jogo foi lançado em 26 de fevereiro de 2008 nos Estados Unidos, 28 de fevereiro na Austrália e 29 de fevereiro no Reino Unido. O jogo está disponível para três plataformas: Xbox 360, PlayStation 3, e PC-Windows, usando o motor da YETI Game desenvolvido para o jogo Ghost Recon: Advanced Warfighter, e jogos do Beowulf. O jogo foi oficialmente revelado por meio de um trailer promocional durante o painel de Lost na Comic-Con 2007. "Via Domus" é latim e pode ser traduzido como "a caminho de casa", e entendido como "escapando da Ilha". Na verdade, o título é escrito erroneamente em latim - "caminho de casa" seria corretamente traduzido como "via domum". Na Austrália, o jogo custa $AU 79,95.
O jogo segue um novo personagem, Elliott, um "foto-jornalista com amnésia", que terá o passado revelado durante o curso do jogo através de flashbacks que podem ser jogados. 